# Traité de Concordia

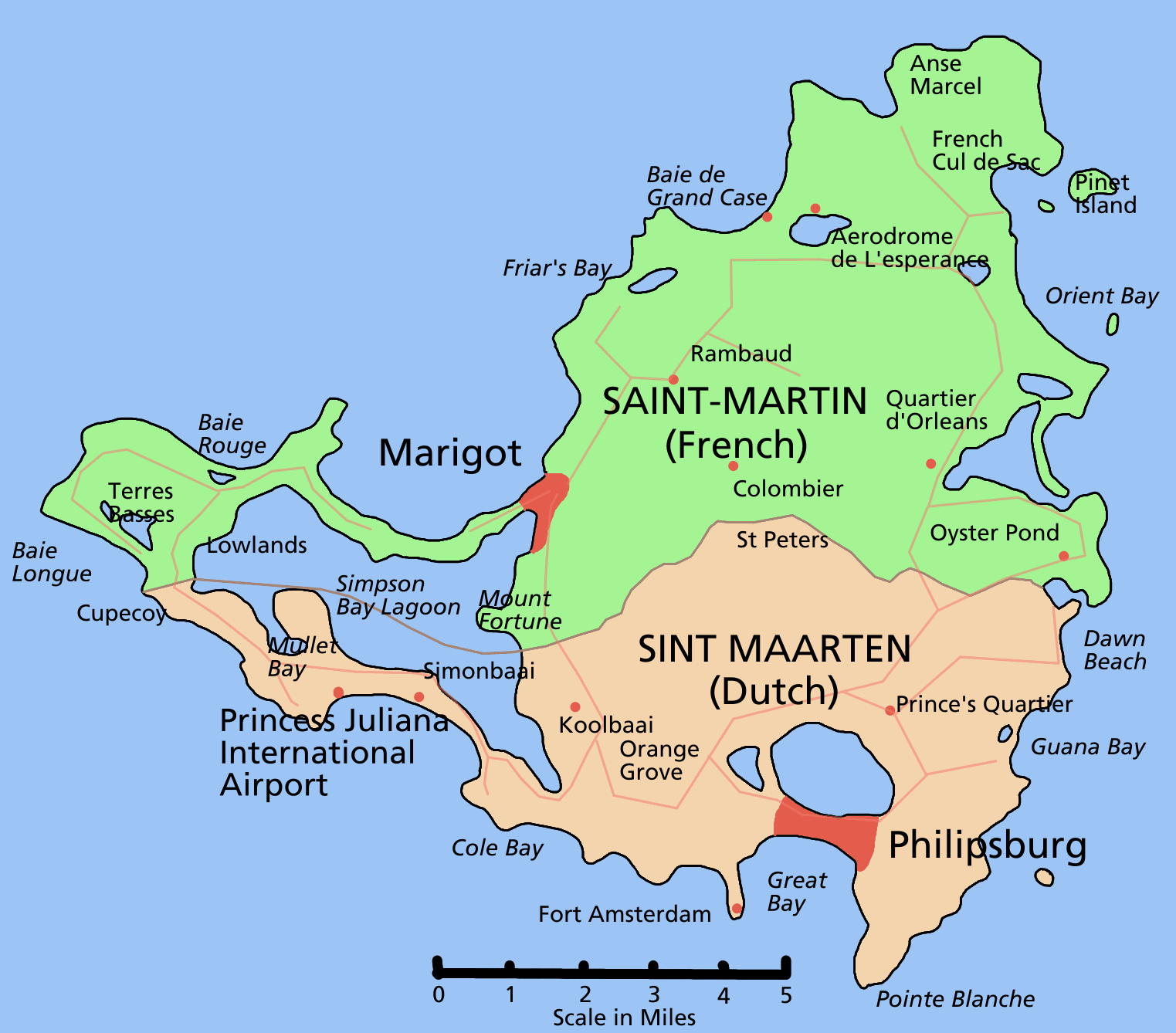
Saint-Martin et Sint Maarten

Le traité de Concordia ou des Accords fut une convention coopérative signée en 1648 entre des mandataires français et hollandais concernant l'occupation, la souveraineté et le partage de l'île Saint-Martin aux petites Antilles après le départ des Espagnols, avec une libre circulation des biens et des personnes sur l'ensemble de l'île.
Une convention franco-hollandaise du 28 novembre 1839 a précisé l'application des accords de Concordia en ce qui concerne la chasse, la pêche, l'exploitation commune des salines et l'extradition des délinquants.
Ce « traité » est toujours en vigueur aujourd'hui.

## Texte
Aujourd’hui, 23 mars 1648, sont convenus
MM. Robert de Lonvilliers, écuyer, sieur dudit lieu, gouverneur de l’île de St.Martin pour Sa Majesté très chrétienne (roi de France), et Martin Thomas (capitaine-major), aussi gouverneur de ladite île pour MM. le Prince d’Orange et États de Hollande,
et
MM. Henri de Lonvilliers, écuyer, sieur de Benevent, et Savinien de Courpon, écuyer, sieur de La Tour, lieutenant-colonel en ladite île,
et
MM. David Coppin, lieutenant d’une compagnie hollandaise, et Pitre Van-Zeun-Hus (Pieter van Zevenhuizen ?), aussi lieutenant d’une compagnie des susdits,
qui, de part et d’autre, ont accordé, et par ces présentes, accordent :
Art.1- Que les Français demeureront dans le quartier où ils sont à présent habitués, et habiteront tout le côté qui regarde l’île d'Anguilla.
Art.2- Que les Hollandais auront le quartier du Fort (Amsterdam sur la Grande-baie), et terres qui sont à l’entour d’icelui du côté sud.
Art.3- Que les Français et Hollandais, habitués dans ladite île, vivront comme amis, et alliés par ensemble, sans qu’aucun, ni de part ni d’autre, se puisse molester, à moins que de contrevenir au présent concordat, et par conséquent punissables par les lois de la guerre.
Art.4- Que, si quelqu’un, soit Français, soit Hollandais, se trouve en délit ou infraction des conventions, ou, par refus aux commandements de leurs supérieurs, ou quelque autre genre de faute, se retirait dans l’autre nation, lesdits sieurs accordants s’obligent à le faire arrêter dans leur quartier, et le représenter à la première demande de son gouverneur.
Art.5- Que la chasse, la pêche, les salines, les rivières, étangs, eaux douces, bois de teinture, mines ou mineraux, ports et rades, et autres comodités de ladite île, seront communes, et ce pour subvenir à la nécessité des habitants.
Art.6- Que soit permis aux Français qui sont à présent habitués avec les Hollandais de se ranger et mettre avec les Français, si bon leur semble, et emporter leurs meubles, vivres, moyens et autre ustensiles, moyennant qu’ils satisfassent à leurs dettes ou donnent suffisante caution ; et pourront les Hollandais en faire de même dans les mêmes conditions.
Art.7- Que, s’il arrive des ennemis pour attaquer l’un ou l’autre quartier, les dits sieurs concordants s’obligent à s’entr’aider et prêter secours l’un à l’autre.
Art.8- Que les limites et partition de ladite île, qui se doivent faire entre les deux nations, seront remises par-devant Mgr le général des Français, et M. le gouverneur de Saint Eustache, et les députés qui seront envoyés pour visiter les lieux, et après leur rapport fait, diviser leurs quartiers, et y  procéder comme dit est.
Art.9- Que les prétentions que l’on peut avoir de part et d'autre seront remises par-devant le roi de la France et Messieurs de son Conseil, et MM. le prince de l’Orange et les États de Hollande. Cependant ne pourront lesdits concordants fortifier ni d’une part ni d’autre, à moins de contrevenir au dit concordat, et de souffrir tous dépens, dommages et intérêts vers l’autre partie.
Ce fut fait et passé les an et jour que dessus au mont surnommé des Accords dans ladite île ; et ont lesdits sieurs accordants signé les présentes, où assistait le sieur Bernard de la Fond, écuyer, sieur de l’Espérance, lieutenant d’une compagnie française à Saint-Christophe.

### Validité du traité du 23 mars 1648
Le problème de la validité du traité de 1648 s’est posé et se pose encore de nos jours. Des recherches devaient être entreprises auprès du ministère français des Affaires étrangères à ce sujet.
À l’époque du traité, les conventions signées entre les représentants des monarques devaient être enregistrées au Conseil du Roi. Si cette formalité essentielle n’a pas été effectuée, il semble cependant que le droit civil français reconnaisse la validité de cette convention.
Le traité a toujours été loyalement appliqué dans la pratique des faits et il est visé dans les textes suivants :
- Convention franco-hollandaise du 28 novembre 1839.
- Arrêté gubernatorial du 11 février 1850 relatif au régime des sels de Saint-Martin, dont l’article 32 précise :
  - « Les habitants de la partie française de Saint-Martin jouiront de la faculté de consommer et d’exporter à l’étranger des sels récoltés par eux dans la partie hollandaise en vertu des clauses du traité de 1648. »
- Décret du 30 juillet 1935 qui, dans son article 40, prévoit le libre établissement dans la partie française de Saint-Martin des citoyens néerlandais de la partie néerlandaise de Saint-Martin ;
  - « Les prescriptions dudit décret ne s’appliquent pas aux étrangers originaires de la partie néerlandaise de l’île de Saint-Martin en ce qui concerne leur séjour et leur transit dans la partie française de l’île. Les étrangers des îles de Saba, Anguilla, Saint-Eustache, Saint-Christophe-et-Niévès, qui, à la date du présent décret se sont définitivement fixés dans les dépendances de Saint-Martin et Saint-Barthélemy bénéficieront de la faveur visée au précédent paragraphe. »